# Marvin Mehlem
Marvin Mehlem (ur. 11 września 1997 w Karlsruhe) – niemiecki piłkarz grający na pozycji ofensywnego pomocnika w Darmstadt.